# خواجه‌کند
خواجه‌کند (به ازبکی: Xojikent) یک منطقهٔ مسکونی در ازبکستان است که در شهرستان بستان‌لیق واقع شده‌است. خواجه‌کند ۷۵۴ متر بالاتر از سطح دریا واقع شده‌است.